# Анвек
Анвек (фр. Hanvec) је насељено место у Француској у региону Бретања, у департману Финистер.
По подацима из 2011. године у општини је живело 1959 становника, а густина насељености је износила 33,14 становника/km².

## Демографија
| 1962. | 1968. | 1975. | 1982. | 1990. | 2011. |
| ----- | ----- | ----- | ----- | ----- | ----- |
| 1.675 | 1.516 | 1.318 | 1.374 | 1.474 | 1.959 |